# Livro da Nobreza e Perfeiçam das Armas

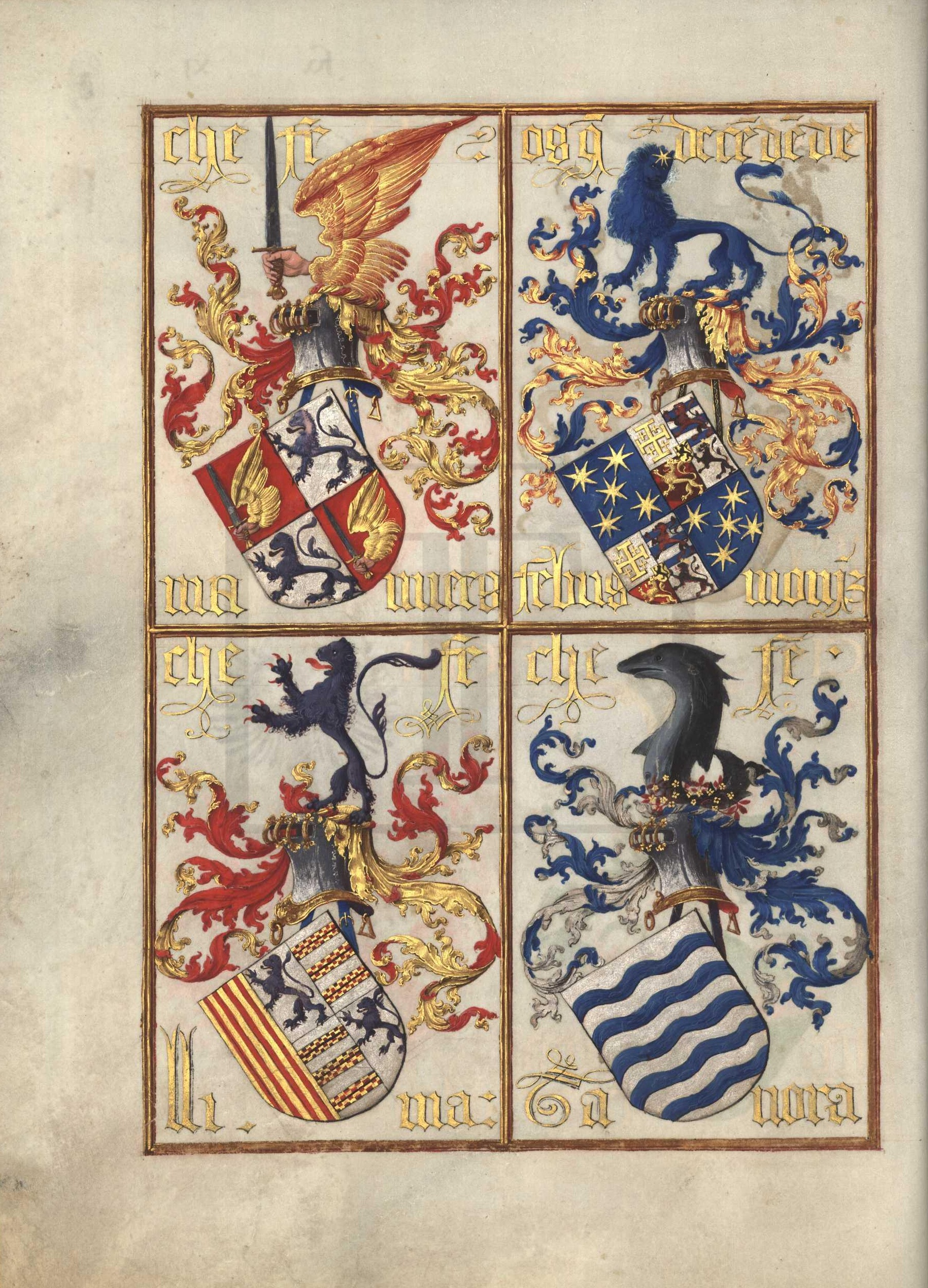
Livro da Nobreza e Perfeiçam das Armas: armas de Manuel, Moniz de Lusignan, Lima, e Távora (fl 11^{v})

O Livro da Nobreza e Perfeiçam das Armas é um manuscrito iluminado da autoria de António Godinho, escrivão da câmara de D. João III, décimo quinto rei de Portugal. É também conhecido como Livro da Torre do Tombo, por lá ser  guardado. Anselmo Braamcamp Freire, na sua obra Brasões da Sala de Sintra, usou esta última designação ao longo dos três volumes da obra.
O códice é um armorial, isto é, uma colectânea de armas heráldicas. Foi iniciado por vontade do monarca anterior, D. Manuel I, que muito se dedicou à centralização e sistematização do poder régio em Portugal. No campo da heráldica isto implicou a execução de:
- o Livro do Armeiro-Mor, de 1509
- a Sala de Sintra, no final do reinado
- o Livro da Nobreza e Perfeiçam das Armas

Escrito por volta de 1521 a 1541, este último é considerado, juntamente com o Livro do Armeiro-Mor cujas faltas tentou corrigir, o mais importante armorial português.
Este artigo enumera a totalidade das armas apresentadas no livro, na ordem exacta em que elas são apresentadas na obra. Confira-se a mesma com a do Livro do Armeiro-Mor.

## Características

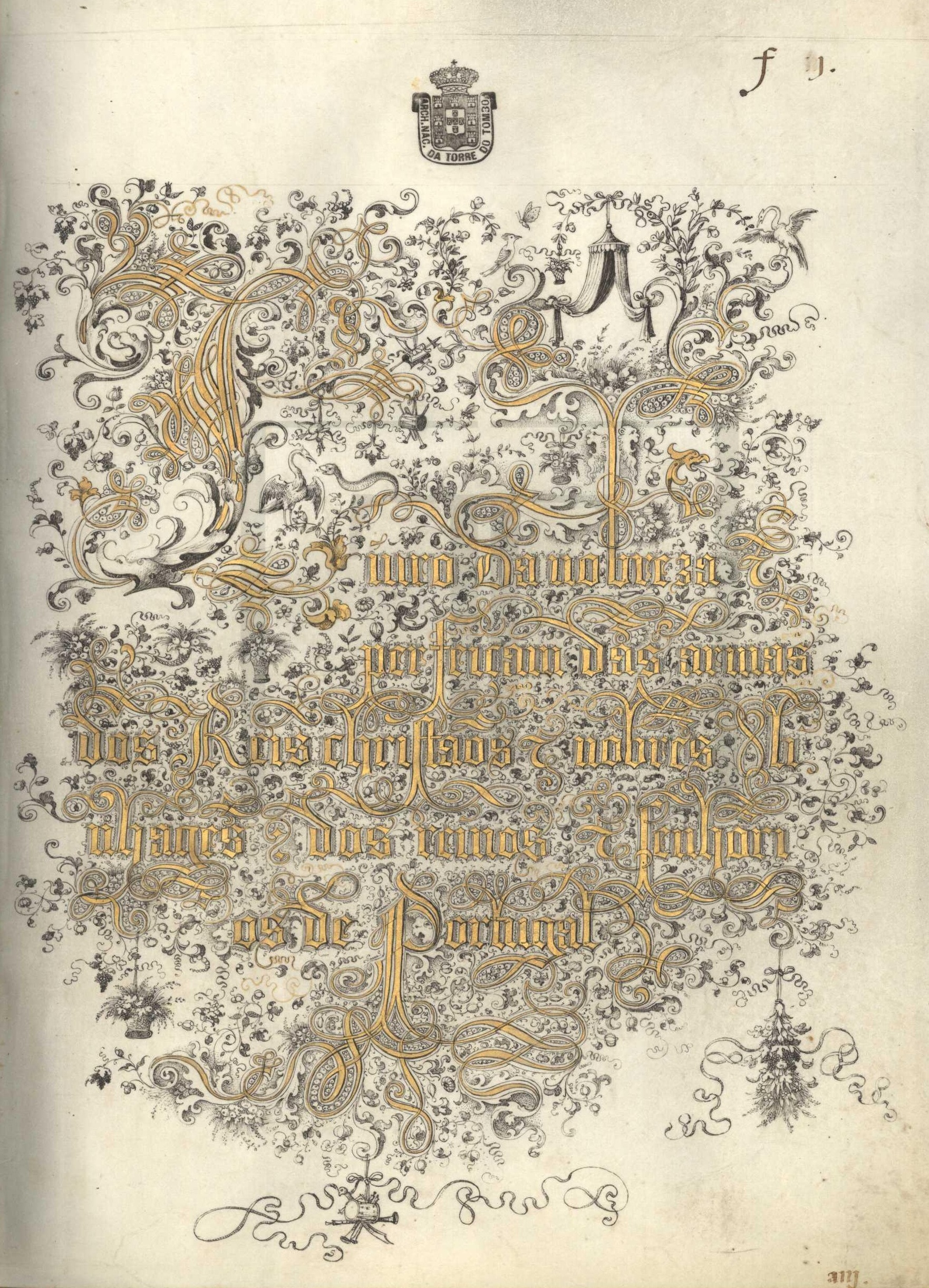
Título da obra na folha de rosto (fl 1^{r})

O título completo da obra é Liuro da nobreza / perfeiçam das armas / dos Reis christãos e nobres li / nhagens dos reinos e senhori / os de Portugal /. O códice contém 63 fólios de pergaminho, com as dimensões 430 x 320 mm. Ao todo a obra contém 135 brasões iluminados. Encontra-se hoje no Arquivo Nacional Torre do Tombo (cota Casa Real, Cartório da Nobreza, liv. 20 (ex-Casa Forte 164)).
D. Manuel I mostrou grande preocupação pelo uso e regulamentação de armas heráldicas nos seus reinos. Quando o livro foi iniciado a Sala de Sintra, ou Sala dos Brasões, estaria já acabada, ou a ser concluída. Foi também esse monarca que encarregou a António Godinho este novo armorial como sequência ao anterior Livro do Armeiro-Mor, onde, apesar da magnífica arte que as iluminuras representam, cedo se reconheceram certos erros. Como escreve Anselmo Braamcamp Freire nos Brasões da Sala de Sintra:

Feito êste, mandou D. Manuel alguns oficiais de armas às côrtes do Imperador e dos Reis de França, Castela e Inglaterra, a tomarem informações respectivas ao seu oficio, nessas côrtes pôsto em estado de grande perfeição. Voltando os oficiais reconheceram-se graves imperfeições no livro de António Rodrigues  e viu-se a necessidade de ser emendado e ampliado. Encarregou então disso el Rei a António Godinho. Acrescentou êle os timbres aos brasões, seguindo o exemplo alemão e inglês e despresando o francês e o castelhano; e emendou muitos dêles com infracções às regras da armaria iluminados no precedente trabalho, mas ainda deixou escapar alguns erros, poucos, dos mais intoleráveis porém, os de metal sôbre metal.

No prólogo do Livro da Nobreza e Perfeiçam das Armas, dirigido a D. João III, António Godinho expõe também os mesmos motivos de D. Manuel I, e refere ainda que

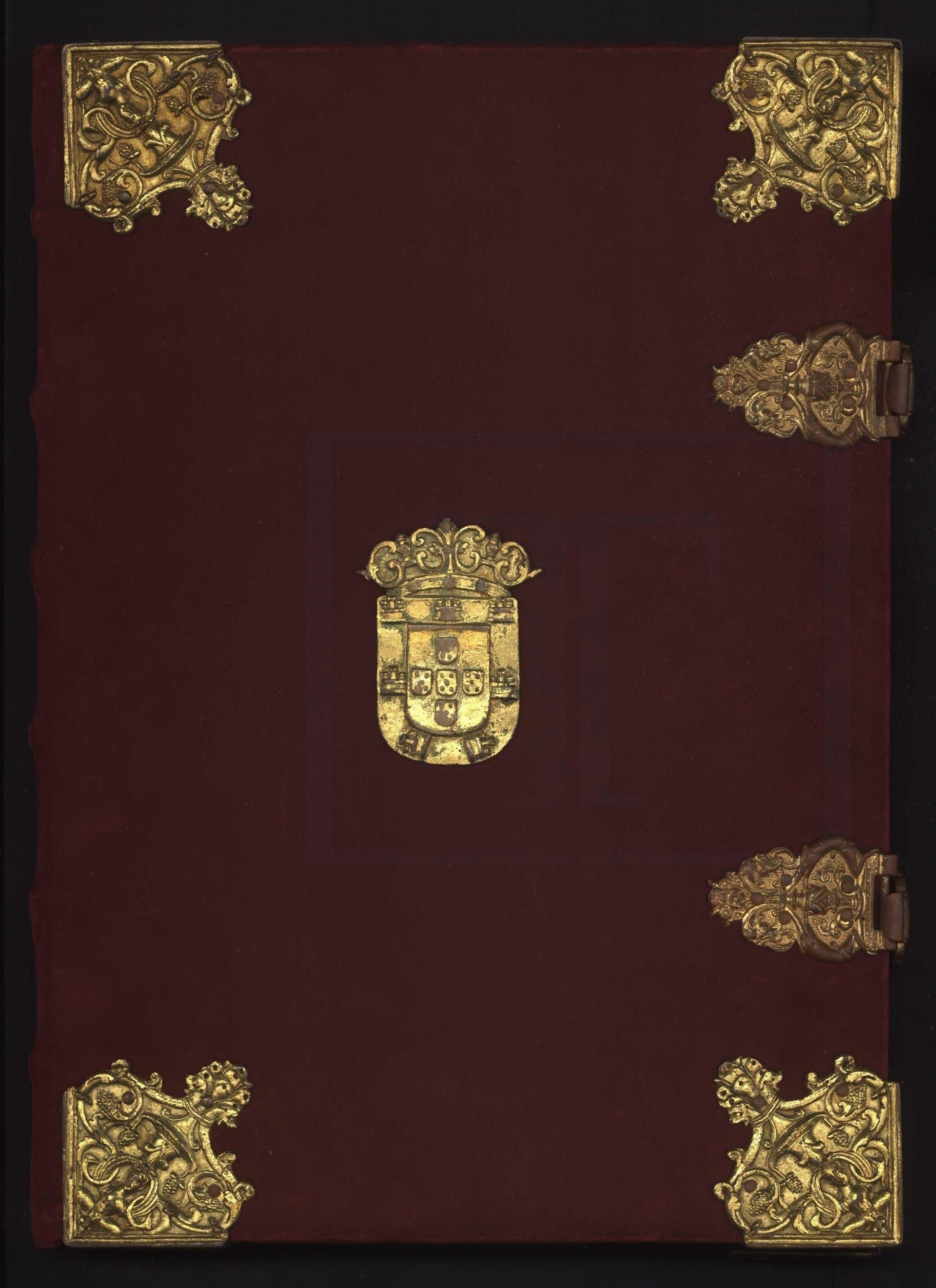
O códice do Livro da Nobreza e Perfeiçam das Armas

Querendo prouer queao REY conuem dar o timbre & nõ o que cada hum quer tomar como alguns cuidam... Sam os chefes das linhagens obrigados a trazer as armas dereitas Asicomo foram dadas ao primeiro Queas ganhou & os outros cõ as deferenças Queseus graos requerem...

O armorial de António Godinho segue de perto o modelo do Livro do Armeiro-Mor. Apenas omite o capítulo dos Nove da Fama, assim como o da eleição do Imperador da Alemanha e o da sagração do rei da França, e reduz o capítulo dos estados da Europa, Ásia e África ao mais essencial: de meia centena a pouco mais de meia dúzia de armas dos reinos mais importantes. Um aspecto interessante: inclui as armas do rei do Manicongo.
Graças a estas omissões, o corpo do livro é em muito maior grau que o Livro do Armeiro-Mor a nobreza de Portugal. A selecção de linhagens nos dois armoriais é practicamente idêntica. No entanto, a obra de António Godinho é menor em número de fólios que a de 1509, e onde o armorial anterior pode dedicar uma página inteira a cada uma da meia centena de linhagens mais importantes, o Livro da Nobreza e Perfeiçam das Armas mostra quatro armas por página ao longo de toda a obra (excepto a última página, com três). Também a sequência das armas é quase idêntica à do Livro do Armeiro-Mor (ver exemplo infra).
O Livro da Nobreza e Perfeiçam das Armas é assim essencialmente uma edição revista do Livro do Armeiro-Mor, nomeadamente do capítulo da Nobreza e Geração de Portugal deste último. A maior inovação na obra de António Godinho é como ficou dito a inclusão de timbres, seguindo a tradição do Norte da Europa, aspecto pelo qual é uma incontornável obra de referência. Certos erros menores na obra de João do Cró foram também corrigidos por António Godinho, cuja obra assim, embora também não isenta de erros, "se deve preferir na fixação do armorial português." Quanto à arte heráldica em si, a obra de referência continua a ser o Livro do Armeiro-Mor.

## Lista das armas
A seguir à curta amostra de armas de vários reinos, a obra prosegue com as armas de D. Manuel I e da rainha D. Maria e as dos filhos do Venturoso, assim como de D. Jorge, duque de Coimbra, para concluir então com as das linhagens portuguesas.
No seguinte estão as armas agrupadas tal como no índice da obra por fólios. Em todos os fólios a sequência é a seguinte: 1 - canto superior esquerdo; 2 - canto superior direito; 3 - canto inferior esquerdo; 4 - canto inferior direito.
Nota: Para garantir uma nomenclatura e grafia uniformes, no seguinte mantém-se a correspondência e ortografia da última edição do Livro do Armeiro-Mor (2007). Assim, FEBUS MONIZ = Moniz de Lusignan, BETENCOR = Bethancourt, etc.
- 
- Rei dos Romanos (fl 6r)
- Rei de França (fl 6r)
- Rei de Castela (fl 6r)
- Rei de Inglaterra (fl 6r)
- Rei de Portugal (fl 6v)
- Rei de Aragão (fl 6v)
- Rei da Hungria (fl 6v)
- Rei de Navarra (fl 6v)

-
- Rei da Escócia (fl 7r)
- Rei da Polónia fl 7r)
- Rei da Boémia fl 7r)
- Rei de Manicongo fl 7r)
- Rei de Portugal (fl 7v)
- Rainha D. Maria (fl 7v)

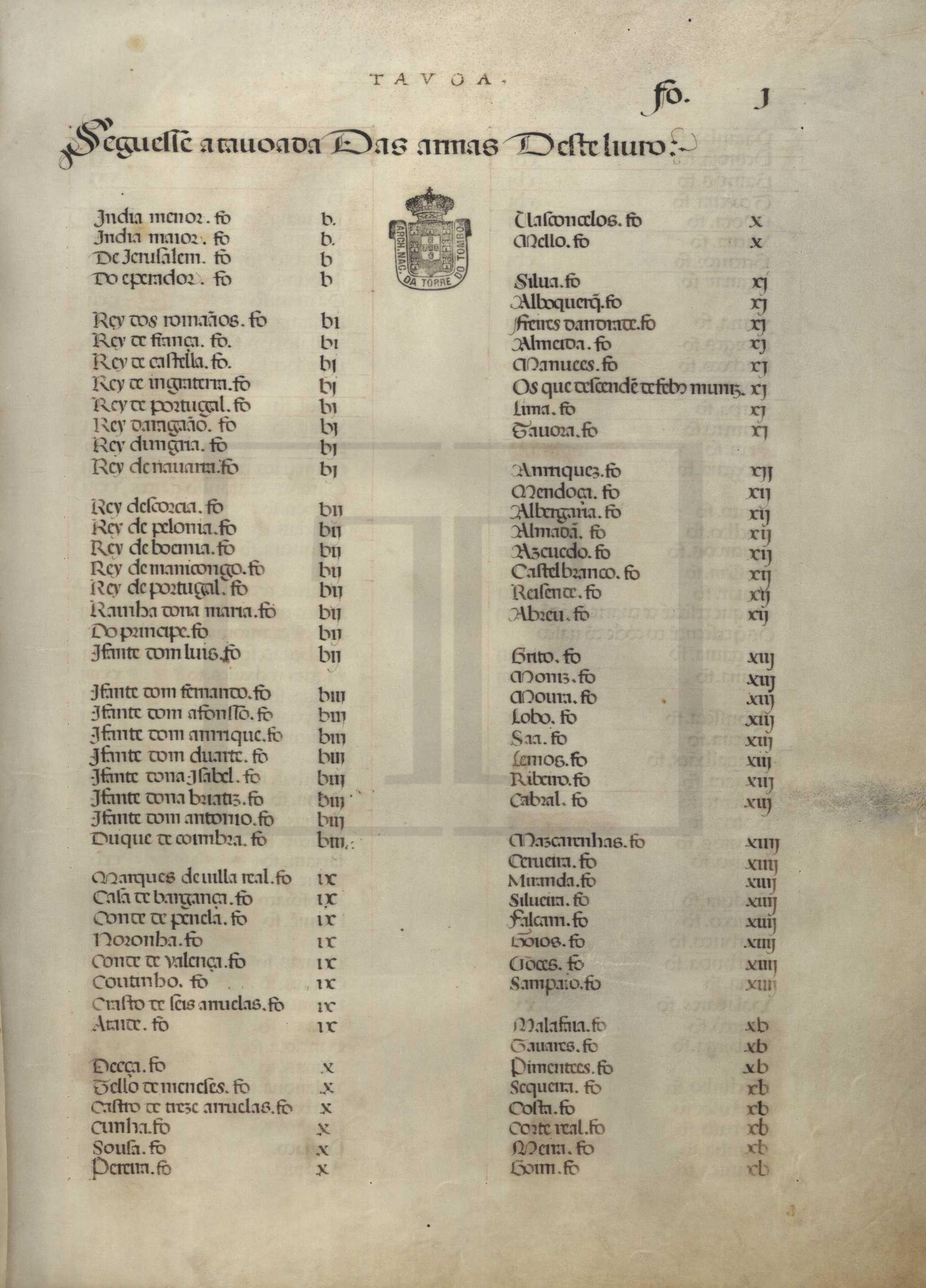
Primeira parte do Índice (fl 1a)

- Príncipe (o futuro rei D. João III) (fl 7v)
- Infante D. Luís (fl 7v)

-
- Infante D. Fernando (fl 8r)
- Infante D. Afonso (fl 8r)

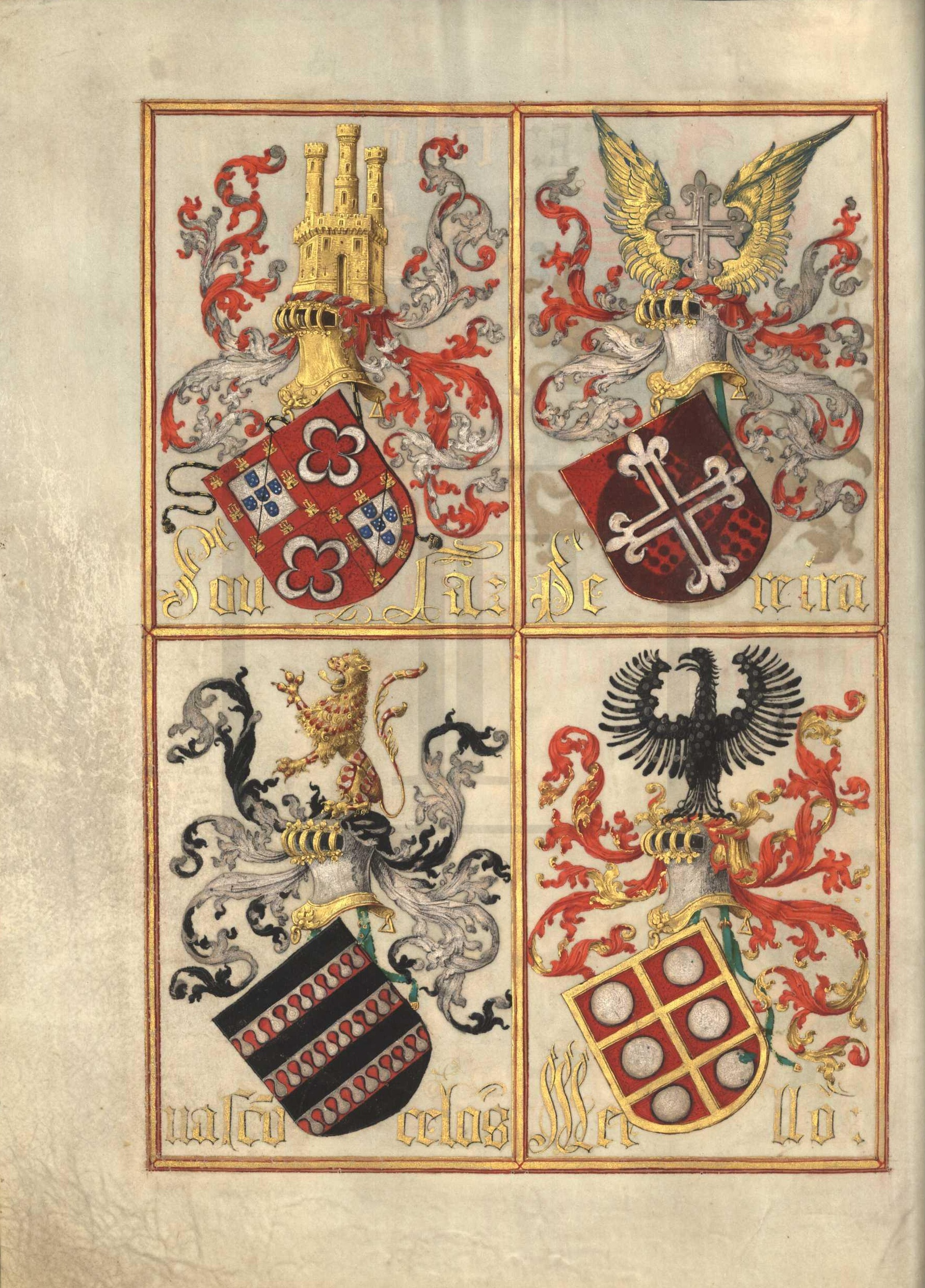
Fólio 10^{v}

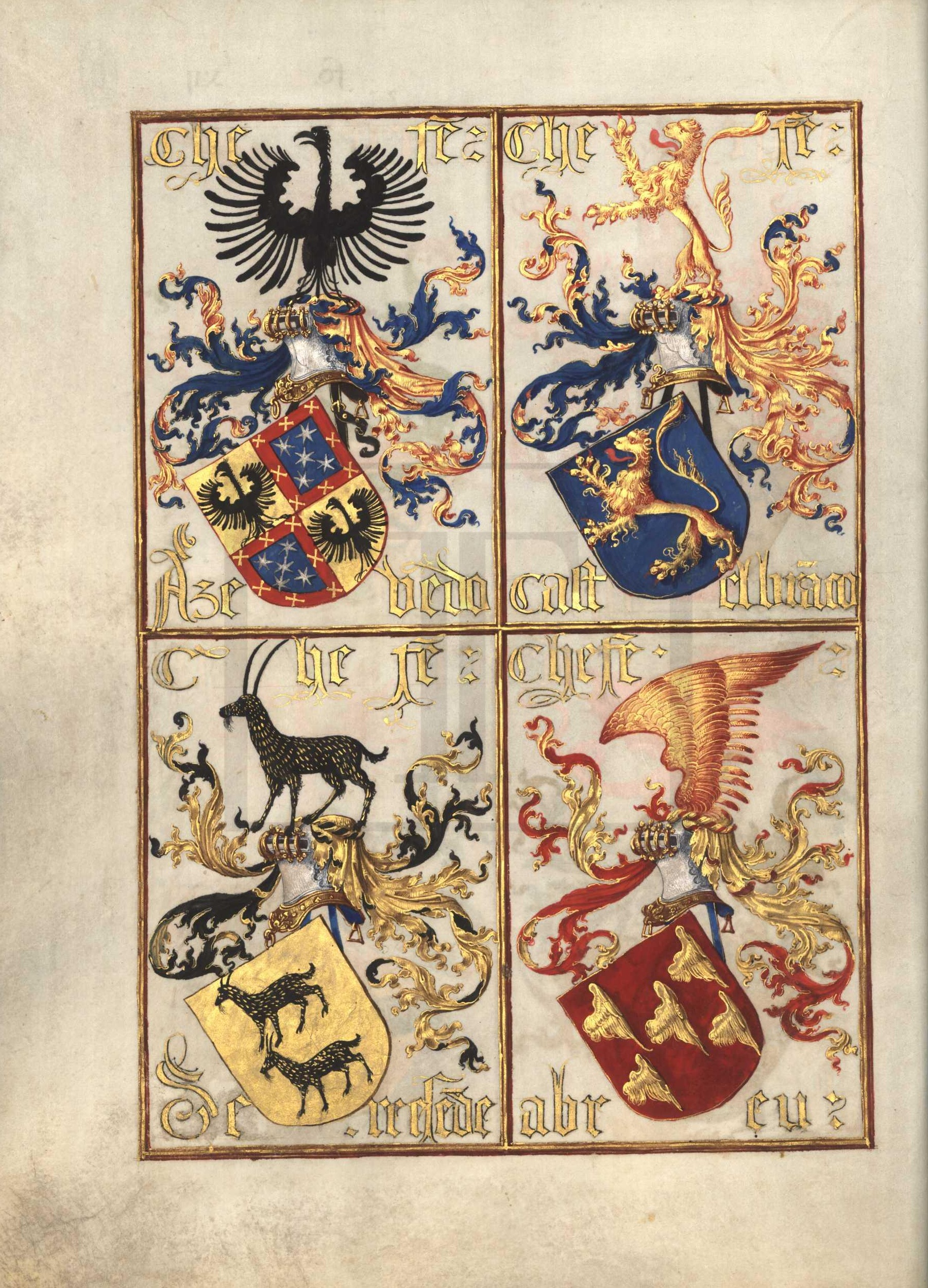
Fólio 12^{v}

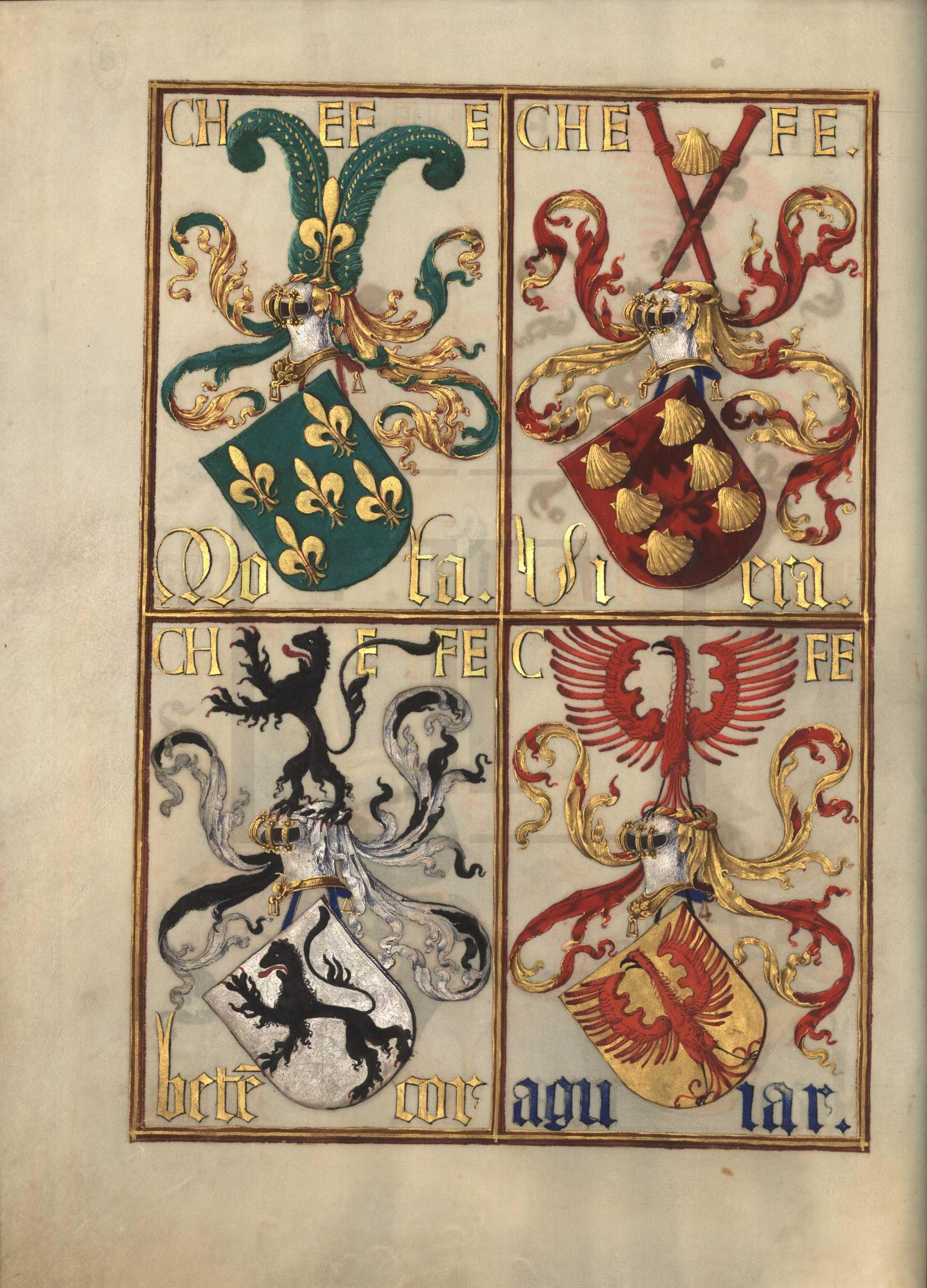
Fólio 16^{v}

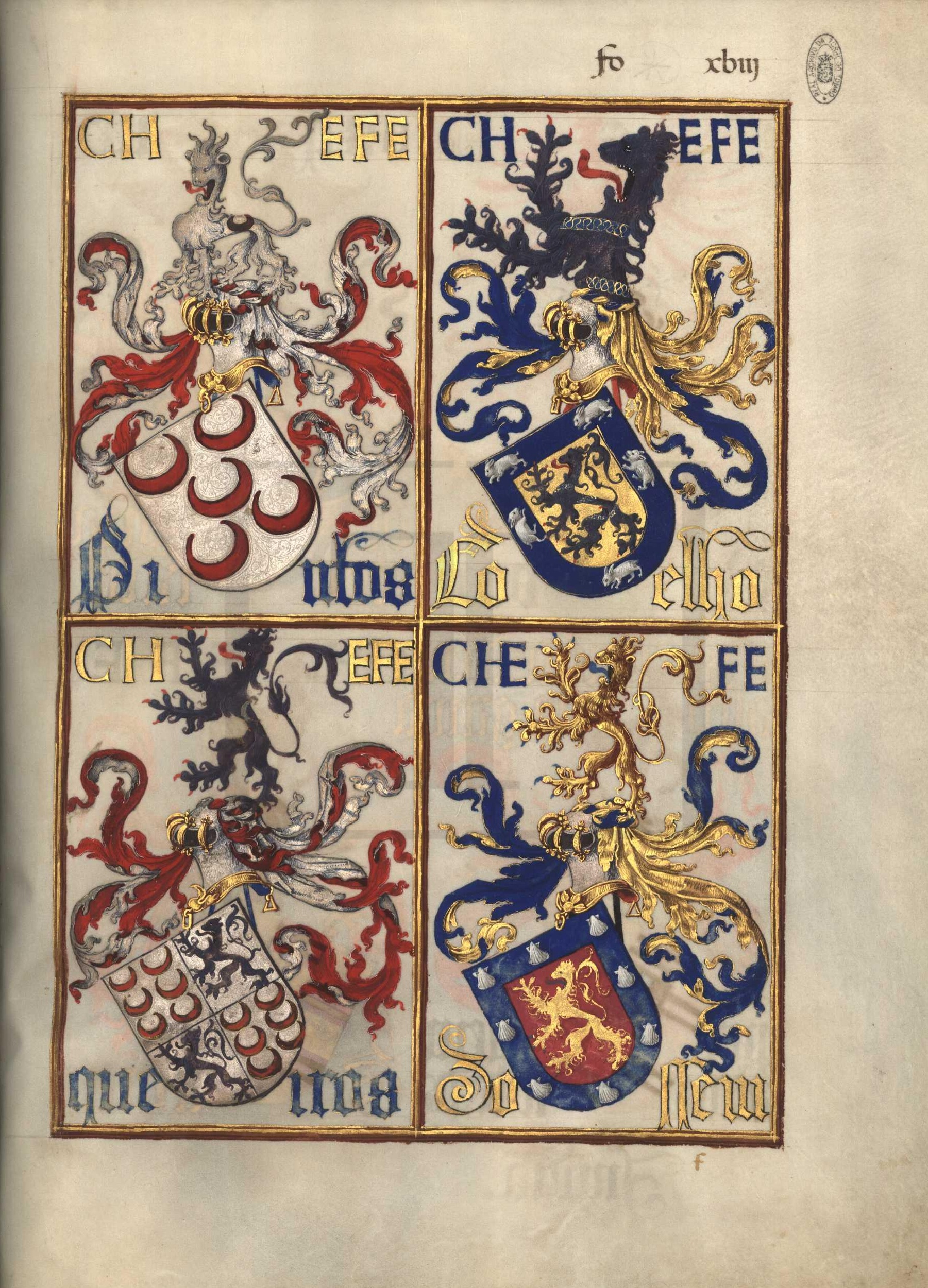
Fólio 18^{r}

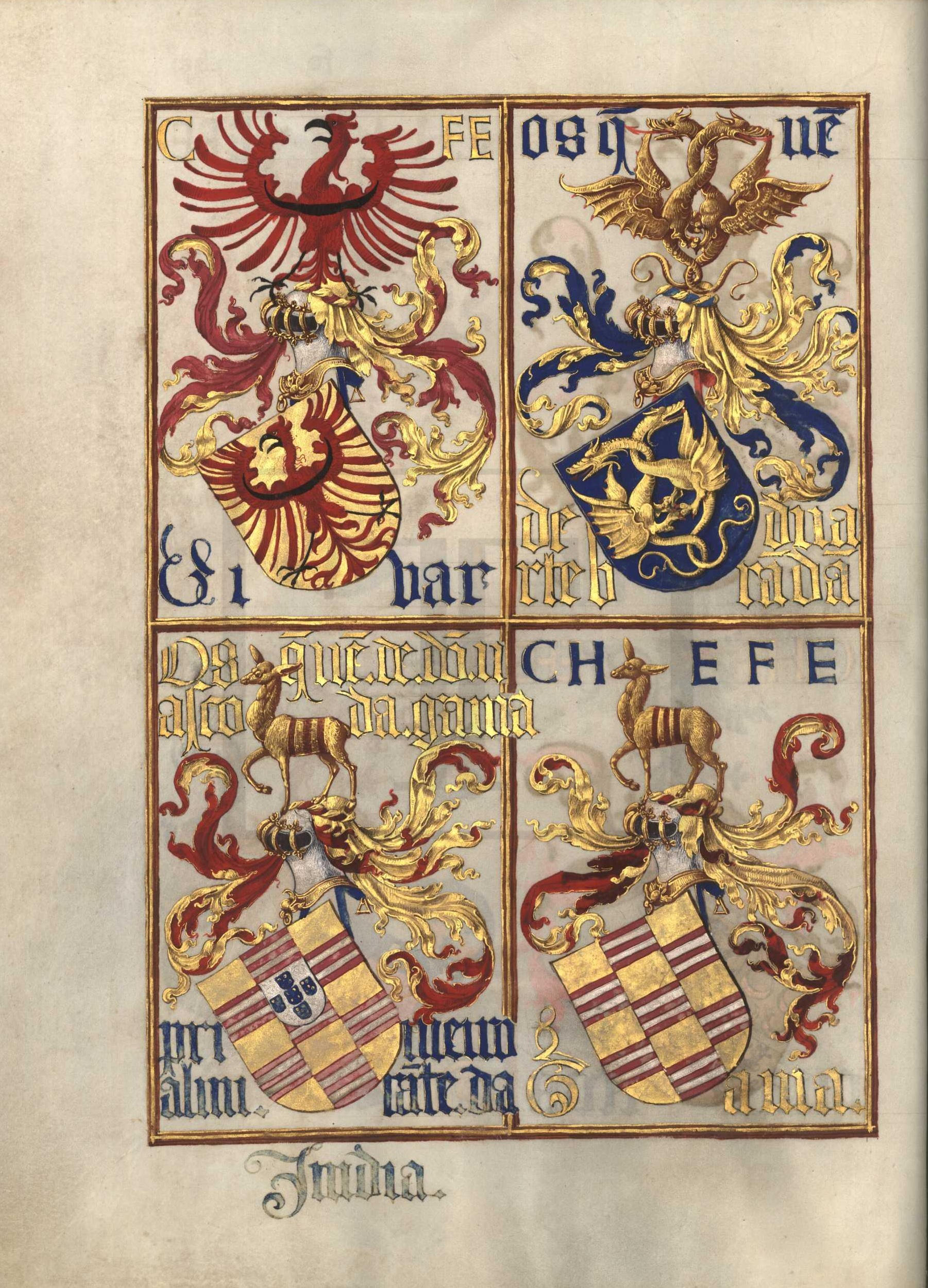
Fólio 18^{v}

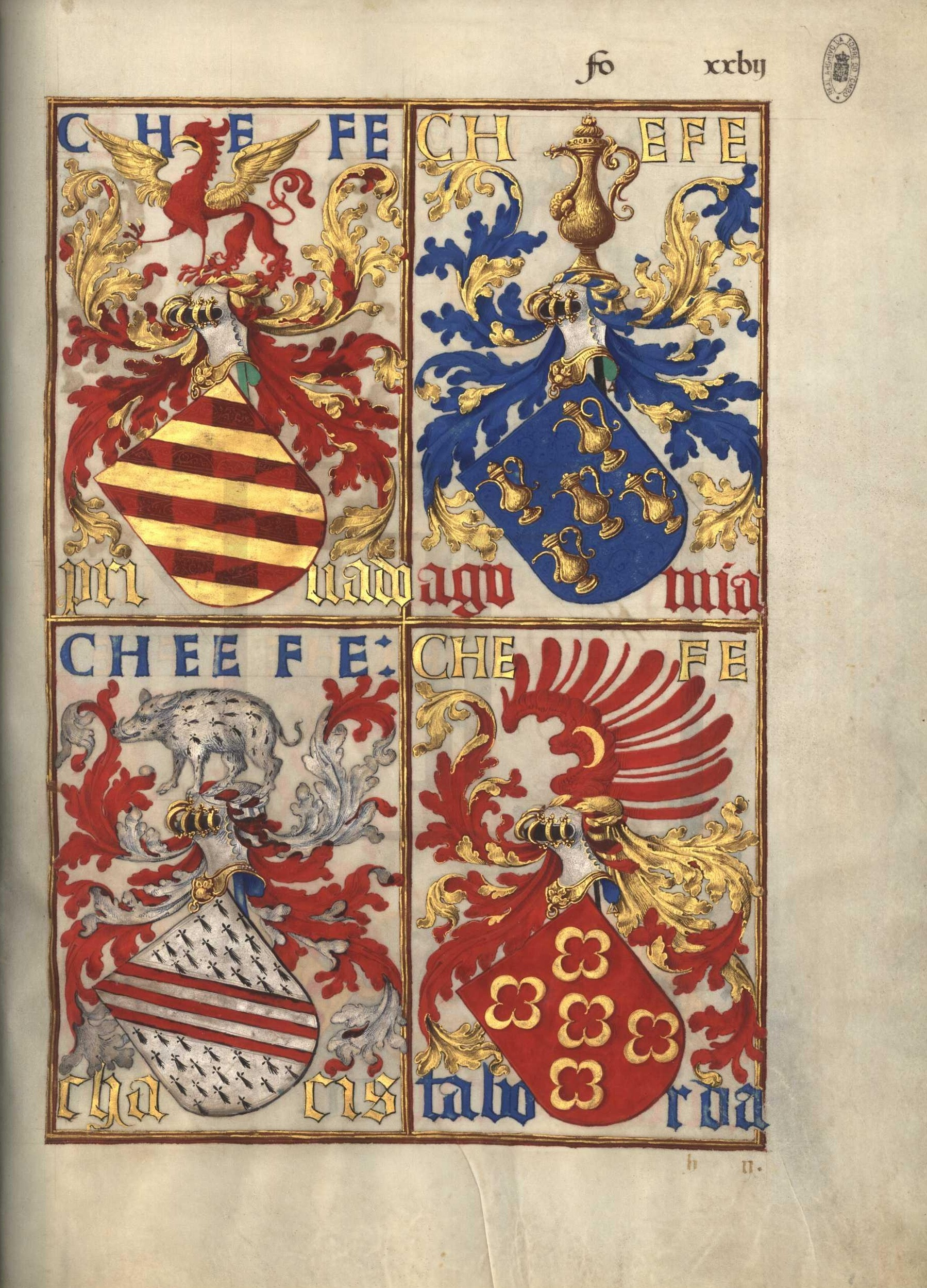
Fólio 27^{r}

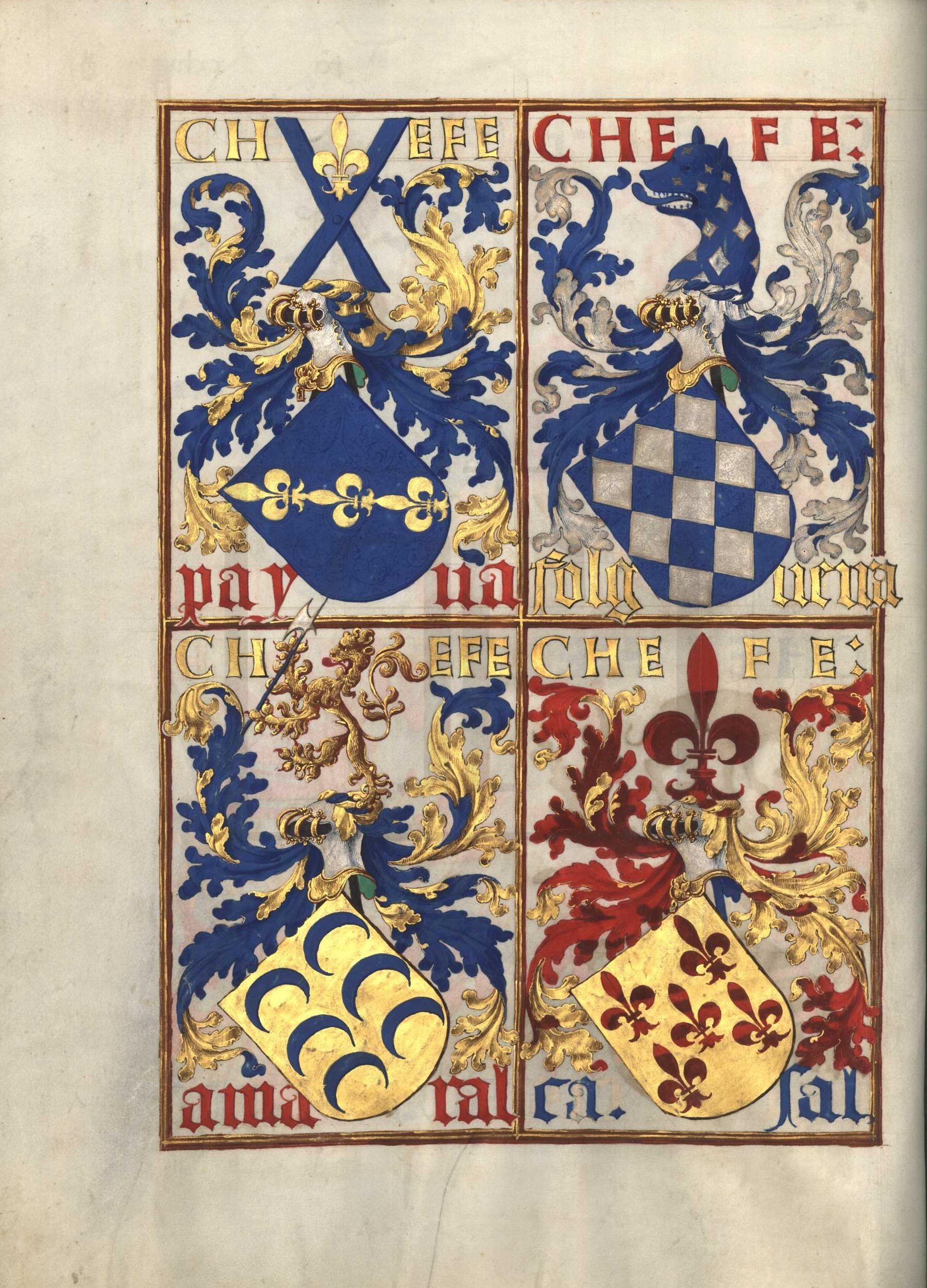
Fólio 27^{v}

- Infante D. Henrique (o futuro Cardeal-rei D. Henrique) (fl 8r)
- Infante D. Duarte (fl 8r)
- Infanta D. Isabel (rainha de Castela e imperatriz da Alemanha) (fl 8v)
- Infanta D. Beatriz (fl 8v)
- Infante D. António (fl 8v)
- Duque de Coimbra (o bastardo D. Jorge de Lencastre) (fl 8v)

-
- Marquês de Vila Real (fl 9r)
- Casa de Bragança (fl 9r)
- Conde de Penela (fl 9r)
- Noronha (fl 9r)
- Conde de Valença (fl 9v)
- Coutinho (fl 9v)
- Castro de seis arruelas (fl 9v)
- Ataíde (fl 9v)

-
- Eça (fl 10r)
- Meneses fl 10r)
- Castro de treze arruelas fl 10r)
- Cunha fl 10r)
- Sousa (fl 10v)
- Pereira (fl 10v)
- Vasconcelos (fl 10v)
- Melo (fl 10v)

-
- Silva (fl 11r)
- Albuquerque (fl 11r)
- Freire de Andrade (fl 11r)
- Almeida (fl 11r)
- Manuel (fl 11v)
- Moniz de Lusignan (fl 11v)
- Lima (fl 11v)
- Távora (fl 11v)

-
- Henriques (fl 12r)
- Mendoça (fl 12r)
- Albergaria (fl 12r)
- Almada (fl 12r)
- Azevedo (fl 12v)
- Castelo-Branco (fl 12v)
- Baião Resende (fl 12v)
- Abreu (fl 12v)

-
- Brito (fl 13r)
- Moniz (fl 13r)
- Moura (fl 13r)
- Lobo (fl 13r)
- Sá (fl 13v)
- Lemos (fl 13v)
- Ribeiro (fl 13v)
- Cabral (fl 13v)

-
- Mascarenhas (fl 14r)
- Cerveira (fl 14r)
- Miranda (fl 14r)
- Silveira (fl 14r)
- Falcão (fl 14v)
- Góios (fl 14v)
- Góis (fl 14v)
- Sampaio (fl 14v)

-
- Malafaia (fl 15r)
- Tavares (fl 15r)
- Pimentel (fl 15r)
- Sequeira (fl 15r)
- Costa (fl 15v)
- Corte-Real (fl 15v)
- Meira (fl 15v)
- Boim (fl 15v)

-
- Passanha (fl 16r)
- Pedrosa (fl 16r)
- Bairros (fl 16r)
- Teixeira (fl 16r)
- Mota (fl 16v)
- Vieira (fl 16v)
- Bethancourt (fl 16v)
- Aguiar (fl 16v)

-
- Faria (fl 17r)
- Borges (fl 17r)
- Pacheco (fl 17r)
- Souto Maior (fl 17r)
- Serpa (fl 17v)
- Barreto (fl 17v)
- Arca (fl 17v)
- Nogueira (fl 17v)

-
- Pinto (fl 18r)
- Coelho (fl 18r)
- Queirós (fl 18r)
- Sem (fl 18r)
- Aguilar (fl 18v)
- Os que descendem de Duarte Brandão (fl 18v)
- Os que descendem do conde D. Vasco da Gama (fl 18v)
- Gama (fl 18v)

-
- Fonseca fl 19r)
- Ferreira fl 19r)
- Magalhães fl 19r)
- Fogaça (fl 19r)
- Valente (fl 19v)
- Botos (fl 19v)
- Lobato (fl 19v)
- Gorizo (fl 19v)

-
- Caldeira (fl 20r)
- Tinoco (fl 20r)
- Barbudo (fl 20r)
- Barbuda (fl 20r)
- Beja (fl 20v)
- Valadares (fl 20v)
- Larzedo (fl 20v)
- Nóbrega (fl 20v)

-
- Godinho (fl 21r)
- Barboso (fl 21r)
- Barbato (fl 21r)
- Aranha (fl 21r)
- Gouveia (fl 21v)
- Alcáçova (fl 21v)
- Vogado (fl 21v)
- Jácome (fl 21v)

-
- Maia (fl 22r)
- Serrão (fl 22r)
- Pedroso (fl 22r)
- Mexias (fl 22r)
- Grã (fl 22v)
- Pestana (fl 22v)
- Vilalobos (fl 22v)
- Botilher (fl 22v)

-
- Abul (fl 23r)
- Xira (fl 23r)
- Pina (fl 23r)
- Guimarães, de Pêro Lourenço (fl 23r)
- Garcês, de Afonso Garcês (fl 23v)
- Matos (fl 23v)
- Ornelas (fl 23v)
- Cerqueira (fl 23v)

-
- Ulveira, de Domingos Anes(fl 24r)
- Leme, de Martim Leme (fl 24r)
- Leme, de António Leme (fl 24r)
- Vilhegas (fl 24r)
- Figueira de Chaves (fl 24v)
- Veiga (fl 24v)
- Pau (fl 24v)
- Taveira (fl 24v)

-
- Azinhal (fl 25r)
- Paim (fl 25r)
- Porras (fl 25r)
- Viveiro (fl 25r)
- Farzão (fl 25v)
- Teive (fl 25v)
- Alcoforado (fl 25v)
- Homem (fl 25v)

-
- Antas (fl 26r)
- Godim (fl 26r)
- Barradas (fl 26r)
- Leitão (fl 26r)
- Barejola (fl 26v)
- Minas (fl 26v)
- Vilanova (fl 26v)
- Barba (fl 26v)

-
- Privado (fl 27r)
- Gomide (fl 27r)
- Chacim (fl 27r)
- Taborda (fl 27r)
- Paiva (fl 27v)
- Felgueira (fl 27v)
- Amaral (fl 27v)
- Casal (fl 27v)

-
- Velho (fl 28r)
- Lordelo (fl 28r)
- Peixoto (fl 28r)
- Novais (fl 28r)
- Vale (fl 28v)
- Barroso (fl 28v)
- Ulveira (fl 28v)
- Carregueiro (fl 28v)

-
- Garcês, de João Garcês (fl 29r)
- Bandeira (fl 29r)
- Calça (fl 29r)
- Rebelo (fl 29r)
- Portocarreiro (fl 29v)
- Azambuja (fl 29v)
- Os que descendem de Paio Rodrigues(fl 29v)
- Metelo (fl 29v)

-
- Correia (fl 30r)
- Botelho (fl 30r)
- Barbedo (fl 30r)
- Freitas (fl 30r)
- Carvalho (fl 30v)
- Negro (fl 30v)
- Pinheiro de Andrade (fl 30v)
- Pinheiro (fl 30v)

-
- Campos (fl 31r)
- Albernaz (fl 31r)
- Cardoso (fl 31r)
- Perdigão (fl 31r)
- Alpoim (fl 31v)
- Vinhal (fl 31v)
- Carvalhal (fl 31v)
- Magalhães (fl 31v)

-
- Menagem (fl 32r)
- Maracote (fl 32r)
- Fróis (fl 32r)
- Lobeira (fl 32r)
- Frielas (fl 32v)
- Fuseiro (fl 32v)
- Morais (fl 32v)
- Unha (fl 32v)

-
- Almas (fl 33r)
- Refóios (fl 33r)
- Barbança (fl 33r)
- Moreira (fl 33r)

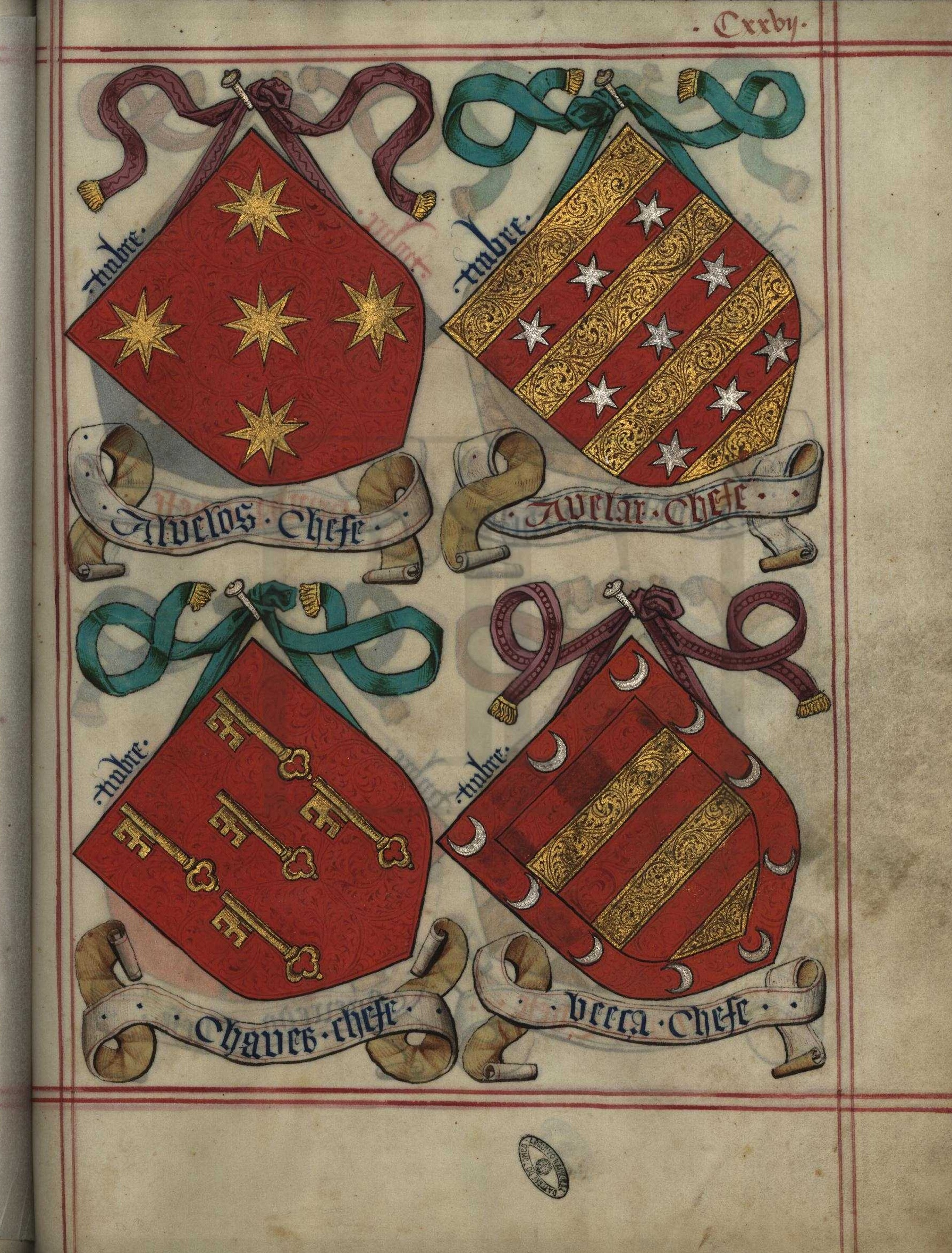
Armas de Alvelos, Avelar, Chaves e Beça, in Livro do Armeiro-Mor (fl 110^{v})

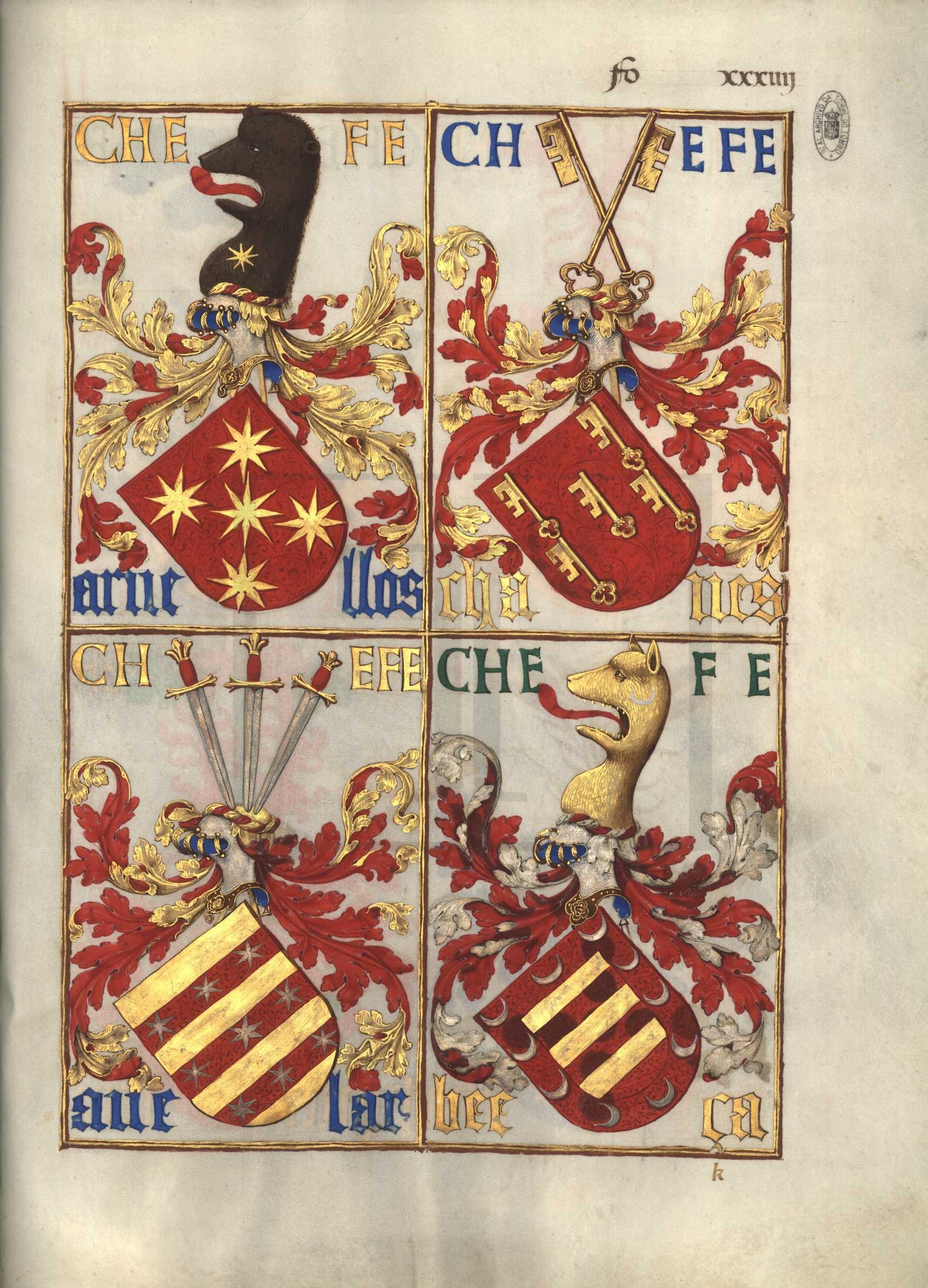
As mesmas armas no Livro da Nobreza e Perfeiçam das Armas (fl 34^{r})

- Coelho, de Nicolau Coelho (fl 33v)
- Teive (fl 33v)
- Cordovil (fl 33v)
- Boteto (fl 33v)

-
- Alvelos (fl 34r)
- Chaves (fl 34r)
- Avelar (fl 34r)
- Beça (fl 34r)
- Montarroio (fl 34v)
- Cotrim (fl 34v)
- Farinha (fl 34v)
- Figueiredo (fl 34v)

-
- Oliveira (fl 35r)
- Carreiro (fl 35r)
- Cogominho (fl 35r)
- Brandão (fl 35r)
- Sodré (fl 35v)
- Machado (fl 35v)
- Sardinha (fl 35v)
- Guedes (fl 35v)

-
- Lobia (fl 36r)
- Franca (sic) (fl 36r)
- Gramaxo (fl 36r)
- Castanheda (fl 36r)
- Trigueiros (fl 36v)
- Barroso (fl 36v)
- Revaldo (fl 36v)
- Outis (fl 36v)

-
- Saldanha (fl 37r)
- Bulhão (fl 37r)
- Larzedo (fl 37r)
- Travaços (fl 37r)
- Lei (fl 37v)
- Quintal (fl 37v)
- Canto (fl 37v)
- Lagarto fl 37v)

-
- Picanço (fl 38r)
- Feijó (fl 38r)
- Correão (fl 38r)
- Rocha (fl 38r)
- Rego (fl 38v)
- Galhardo (fl 38v)
- Drago (fl 38v)
- Corvacho (fl 38v)

-
- Camelo (fl 39r)
- Tourinho (fl 39r)
- Cão, de Diogo Cão (fl 39r)
- Lanções (fl 39r)
- Aravia (fl 39v)
- Monteiro (fl 39v)
- Gavião (fl 39v)
- Carrilho (fl 39v)

-
- Sernige (fl 40r)
- Barros (fl 40r)
- Arco (fl 40r)
- Fagundes (fl 40r)
- Gamboa (fl 40v)
- Presno (fl 40v)
- Neto (fl 40v)
- Severim (fl 40v)

-
- Esmeraldo (fl 41r)
- Câmara de Lobos (fl 41r)
- Sande (fl 41r)
- Leitão, de Cristóvão Leitão (fl 41r)
- Macedo (fl 41v)
- Cabral, de Jorge Dias Cabral (fl 41v)
- Perestrelo (fl 41v)
- Mesquita (fl 41v)

-
- Ribafria (fl 42r)
- Fafe (fl 42r)
- Baião (fl 42r)

-

## Versão digitalizada
O arquivo nacional da Torre do Tombo proporciona, tal como no caso do Livro do Armeiro-Mor e outros tesouros que conserva, fotografias digitalizadas de todas as páginas do livro, em formato JPEG ou TIFF. Existe ainda uma cópia microfilmada (Portugal, Torre do Tombo, mf. 4337).